# Ступосяни (гміна)
Ґміна Ступосяни (пол. Gmina Stuposiany) — колишня (1934—1939 рр.) сільська ґміна Ліського повіту Львівського воєводства Польської республіки (1918—1939) рр.. Центром ґміни було село Ступосяни.
1 серпня 1934 р. було створено ґміну Ступосяни у Ліському повіті. До неї увійшли сільські громади: Береги Горішні, Царинське, Дверник, Насічне, Протісне, Ступосяни, Устрики Горішні, Бережки і Волосате.
У 1945-1947 роках українське населення виселено в СРСР та на понімецькі землі.